# Airial

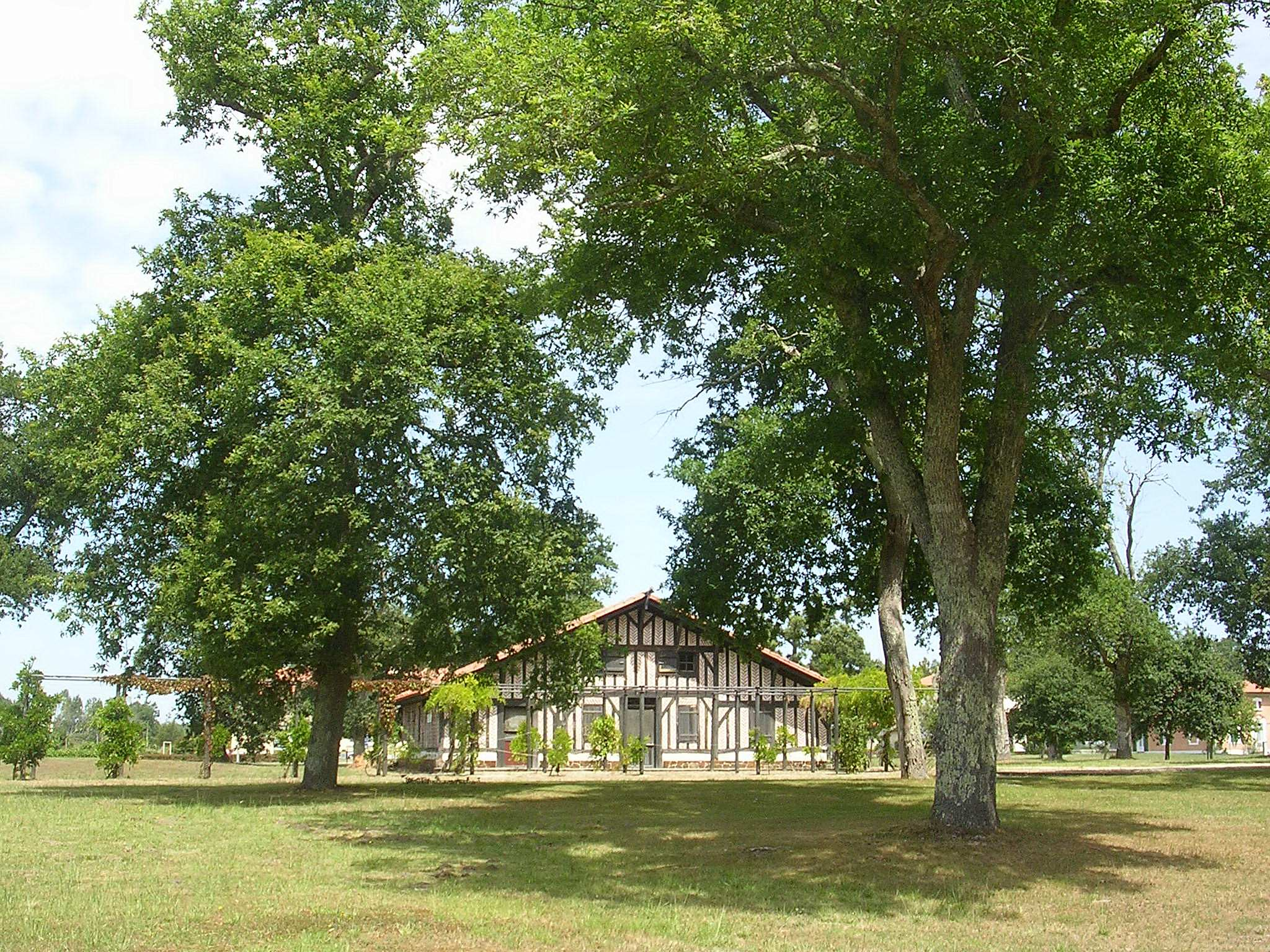
Maison de l'airial à Bias

L'airial (n.m., pluriel : airiaux) est un vaste terrain herbeux non clôturé ombragé de quelques chênes pédonculés, chênes tauzins ou de pins parasols, recevant de manière éparse quelques habitations rurales et leurs dépendances à l'écart des bourgs dans les Landes de Gascogne. Il permet jusqu'au début du XXe siècle de faire vivre plusieurs familles sur une seule aire de vie.

## Étymologie
Airial est un terme francisé issu du gascon airiau ou ayrial ou encore éyriau. Il est exclusif des Landes. Son étymologie latine est area, « aire »; occitan : airal, « aire », « espace vacant », « terrain autour d'une maison ». Une interprétation fantaisiste fait dériver le terme du grec aer : « air », au prétexte que l’airial favoriserait la circulation de l’air entre étables et tas de fumier,.
Le géographe Paul Fénelon donne comme deuxième sens au terme celui de « léger fermage versé en espèces par les métayers des Landes en plus des redevances en nature ».
À l'époque médiévale, on trouve aussi le terme ayral dans l'organisation des bastides du Sud-Ouest. L'ayral désigne alors le terrain à bâtir alloué à chaque nouvel habitant en complément des terrains agricoles : les cazals ou « cazalères », jardins qui se trouvaient sur la deuxième couronne en partant du centre de la bastide, contigus aux ayrals et les « arpents », terrains à cultiver extra muros.

## Présentation
Le paysage de l’airial tranche avec celui de la forêt des Landes : les pins cèdent la place à un vaste espace de pelouse ouvert sur lequel se dressent quelques chênes, souvent centenaires, une clairière au cœur du massif forestier, regroupant quelques maisons et leurs dépendances (grange, bergerie, poulailler…). Les airiaux d’un même village constituent ce que l'on appelle le « quartier », petit hameau ou lieu-dit isolé et à l'écart du bourg.
L’airial est jusqu’au début du XXe siècle la terre communautaire de ces « quartiers », autour de laquelle s’organisent les oustaus (maisons landaises) des différentes familles de la communauté (maison du maître, des métayers, du meunier), leurs multiples dépendances, (porcheries, granges, bergeries, hangars à charrettes), four, puits (à balancier ou à crochet), poulaillers haut perchés pour maintenir les bêtes à l’abri des prédateurs et le tas de fumier. Planté de feuillus (chênes tauzins, châtaigniers, arbres fruitiers) et parfois d’un pin parasol symbolisant la propriété, il est ouvert à la circulation des hommes mais aussi des animaux de la ferme qui le fertilisent : les vaches qui y paissent tandis que les volailles, pintades et dindons y circulent en liberté.
Du fait de sa position, l’airial est le centre des opérations communautaires : « tuaille » du cochon, cuisine du boudin, des tripes, travaux autour de la machine à vapeur et de la batteuse des dépiquages, festivités autour du feu de la Saint-Jean.
Du temps de la lande dénudée, il pouvait être perçu comme un îlot de boisement sur zone drainée au milieu de la lande marécageuse et désertique. C’est en raison de cette situation favorisée que s’y installent de petites communautés, développant un mode de subsistance fondé sur le système agro-pastoral. Les champs, bordés de crastes, s’ordonnent autour de l’airial : ils sont cultivés sur des terres sableuses naturellement drainées (landes sèches) et fertilisées par le fumier des brebis landaises qui se nourrissaient de la végétation environnante (voir pastoralisme). Ce modèle agricole commence à péricliter avec la loi du 19 juin 1857, qui favorise la plantation systématique des landes communales en pins maritimes, pour disparaître au lendemain de la Seconde Guerre mondiale.

## Galerie

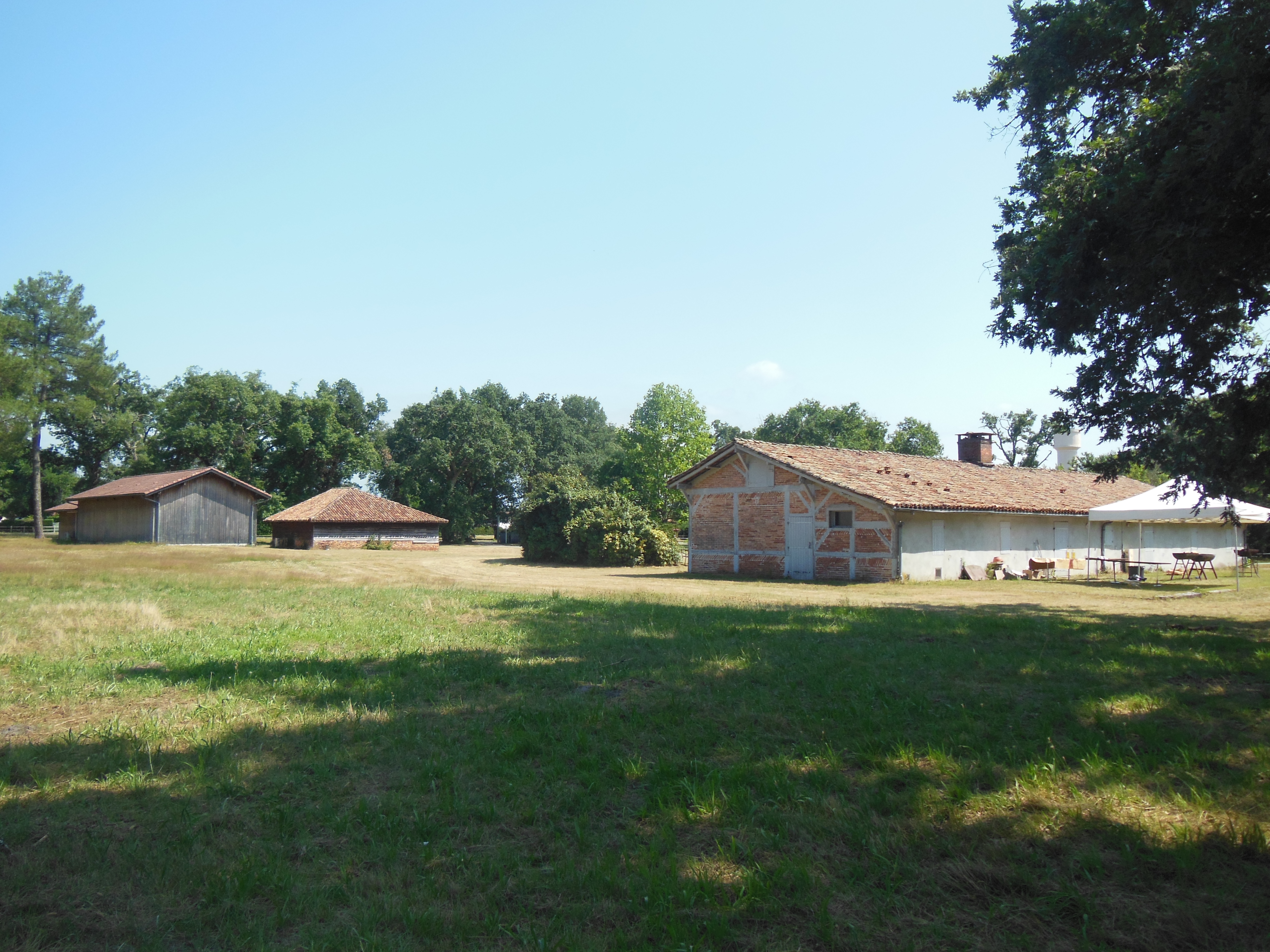
Airial du Tastot, à Pontenx-les-Forges.
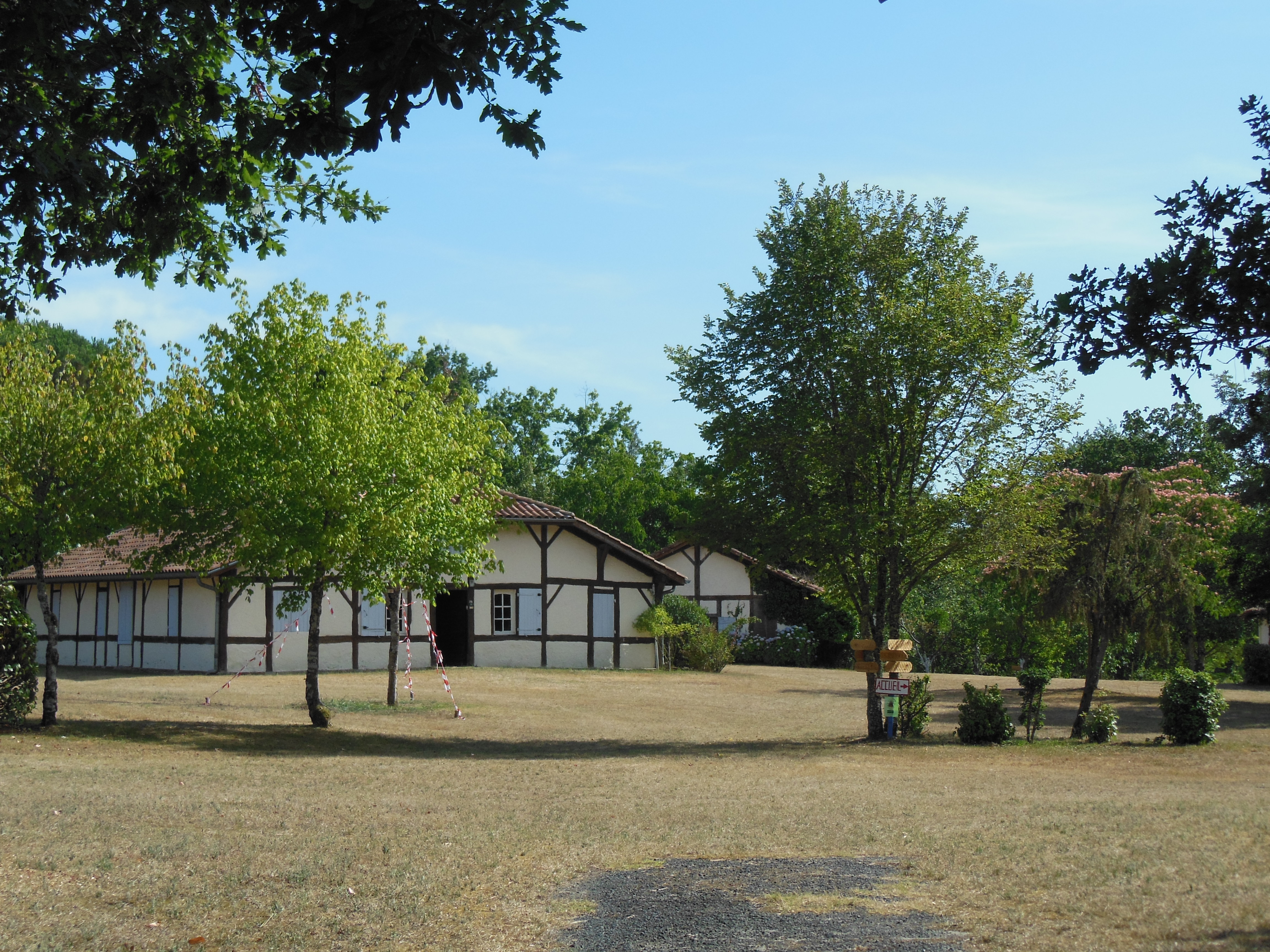
Airial de Bouricos, à Pontenx-les-Forges.
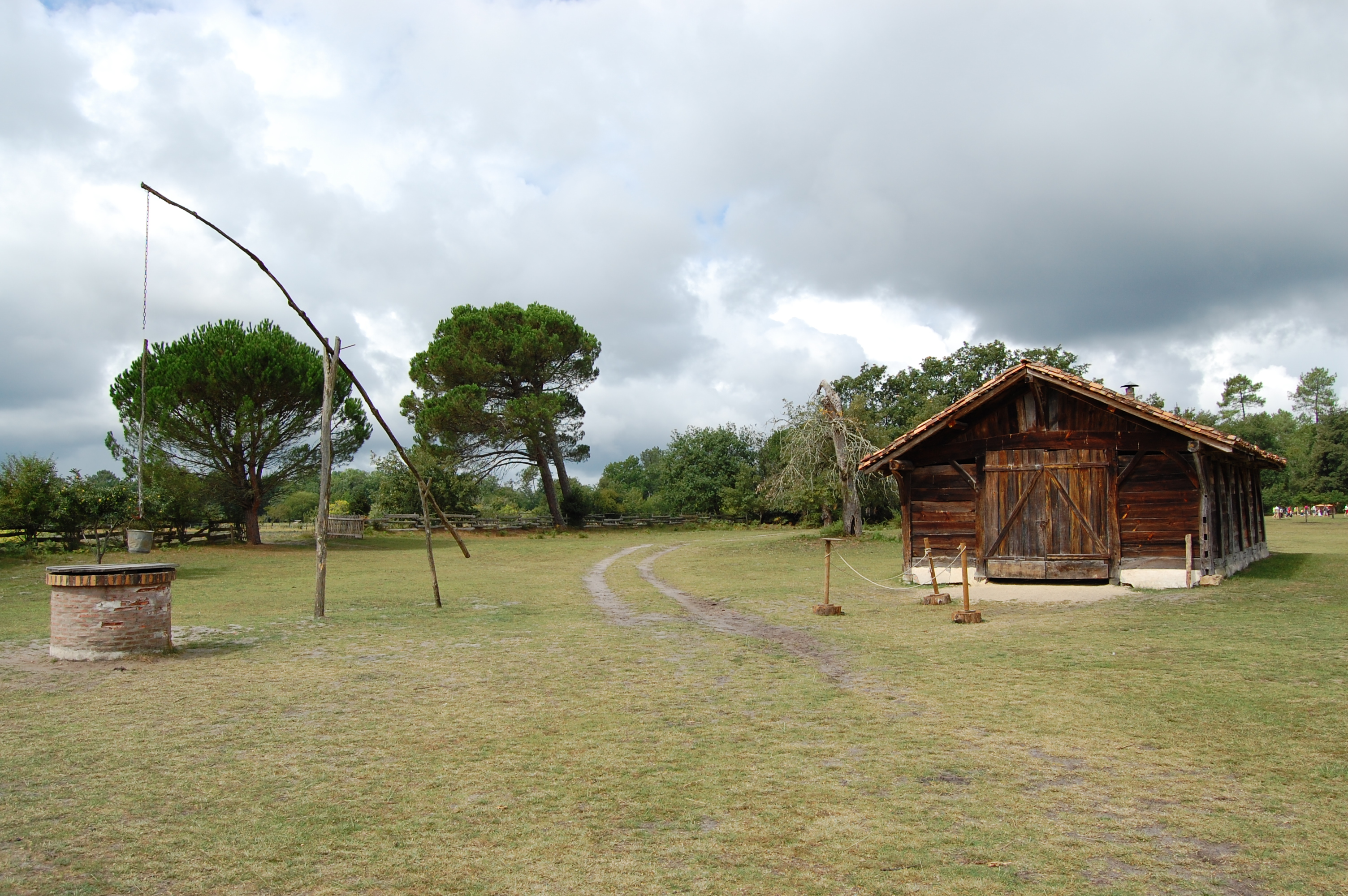
Airial de Marquèze, le puits à balancier.